# 罗宾·艾舍
罗宾·艾舍（英語：Robin Aisher，1934年1月24日—2023年6月26日），英国男子帆船运动员。他曾代表英国参加1960年、1964年和1968年夏季奥林匹克运动会帆船比赛，其中1968年奥运会获得一枚铜牌。